# 莊國鈞
莊國鈞（1905年1月6日—1986年9月2日），中國清末江蘇省常州府武進縣（今屬常州市）人。

## 生平和電影事業
出生於中國江蘇常州武進。1921年，進入但杜宇創設的上海影戲公司學習攝影工作，從此踏入電影攝影事業。1951年來到台灣，進入農教擔任劇務主任兼攝影師。1957年，出任中影台中廠廠長時，適逢台語片興盛時期，應邀執導了《基隆七號房慘案》（1957）、《金姑看羊》（1957）、《萬華白骨事件》（1958）等多部台語片，1962年，自中影退休，轉任顧問工作。執導的台語片作品尚有《八仙鬧東海》（1962）、《木蘭從軍》（1963）、《娶某做大舅》（1963）等。